# Arantza López Medina
Arantza López Medina, (Barcelona, 24 de juliol de 1975) és una dramaturga, creadora i ballarina. Ha participat en seminaris i tallers en institucions diverses com la Universitat de Barcelona, el Casal de Joves, L’Eix Pere Quart o el Centre Cívic Can Felipa Ha fundat amb David Franch la Labuena Compañía, amb la que el 2014 obtingueren el Premi del Públic i 1r Premi del Jurat a la I Caravana de Tràilers organitzada per G.R.U.A. dins del marc del Festival Grec de Barcelona. Encara com a creadora, ha signat peces com:
- La dona del sac[3][4]
- A Placer[5]
- Osos en el agua (2014)[6]
- Mediterrània (2018)[7]